# Frederik van Brandenburg (1588-1611)

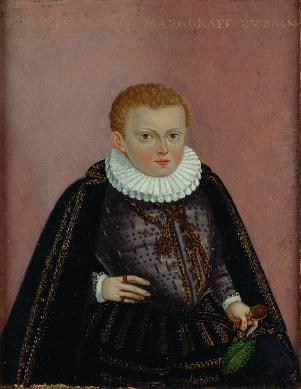
Portret van Frederik van Brandenburg als kind, 1593.

Frederik van Brandenburg (Cölln, 22 maart 1588 - Sonnenburg, 19 mei 1611) was een markgraaf van Brandenburg. Hij behoorde tot het huis Hohenzollern.

## Levensloop
Frederik was een zoon van keurvorst Johan Georg van Brandenburg en diens derde echtgenote Elisabeth van Anhalt, dochter van vorst Joachim Ernst van Anhalt. Hij werd opgeleid in Frankfurt am Main en Tübingen en ondernam een uitgebreide grand tour door Europa.
In 1604 werd hij coadjutor en in 1610 grootmeester van de Hospitaalorde van Sint-Jan in de Brandenburgse balije Sonnenburg. Hij bleef dit tot hij op amper 23-jarige leeftijd stierf. Frederik werd bijgezet in de parochiekerk van Küstrin.